# Чайковський Андрій Якович
Андрі́й Я́кович Чайко́вський гербу Сас (15 травня 1857, Самбір — 2 червня 1935, Коломия) — український письменник, громадський діяч, есперантист, доктор права, адвокат у Галичині. Діяч Національно-Демократичної Партії, згодом УНДО, один з організаторів УСС, повітовий комісар ЗУНР у Самборі.

## Життєпис
Андрій Чайковський народився 15 травня 1857 року в сім'ї дрібного шляхтича-службовця в місті Самборі, що належало до королівства Галичини та Володимирії — Австрійської імперії, нині Львівська область. У ранньому віці втратив батьків, тому хлопчика забрала до себе бабуся в село Гординя Самбірського повіту. Вона згодом навчила його читати й писати.
Малий Андрійко навчився читати польською, оскільки українського букваря тоді не було. До початкової школи не ходив, навчався вдома. Іспити за початкову школу складав приватно. Згодом у 1869—1877 роках навчався в Самбірській гімназії, де прочитав Шевченкового «Кобзаря». В гімназійні роки (1873–1877) був членом підпільного товариства «Студентська громада». По закінченню гімназії вступив на філософський факультет Львівського університету.
1881 року став співзасновником «Кружка правників», був головою студентської організації «Дружній лихвар», почав працювати за невелику зарплату в товаристві «Просвіта».

### Війна в Боснії і визнання письменника Чайковського

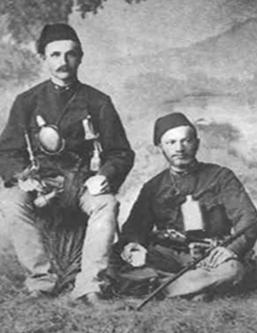
Андрій Чайковський з товаришем. Боснія і Герцеговина. 1882 рік.

«До сеї пори я ще ногою не був поза Галичиною, а тепер прийшлося мені йти в край далекий, звідки поворот дуже непевний», — такі малооптимістичні рядки постелилися на папір у повісті «Спомини з-перед десяти літ», які стосуються кінця січня 1882 року. Цього року Андрія Чайковського, як і тисячі інших українців, мобілізували в австрійську армію і відправили придушувати герцоговинсько-боснійський визвольний рух. Мемуари одержали позитивну оцінку Івана Франка. Власне на тому творі й зав'язалася дружба з Каменярем. Так само прихильно висловився про спомини письменник Осип Маковей, і з того часу, як казав сам автор, «літературний бакциль» засів у його душі, і він уже не переставав писати й до самої смерті не випускав з рук пера.

### На службі народу

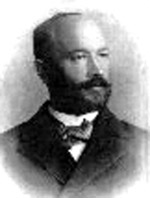
Андрій Чайковський

З філософського факультету Андрій Чайковський перейшов на юридичний факультет того ж Львівського університету. За часів навчання на юриспруденції очолював студентське товариство «Дружній лихвар».

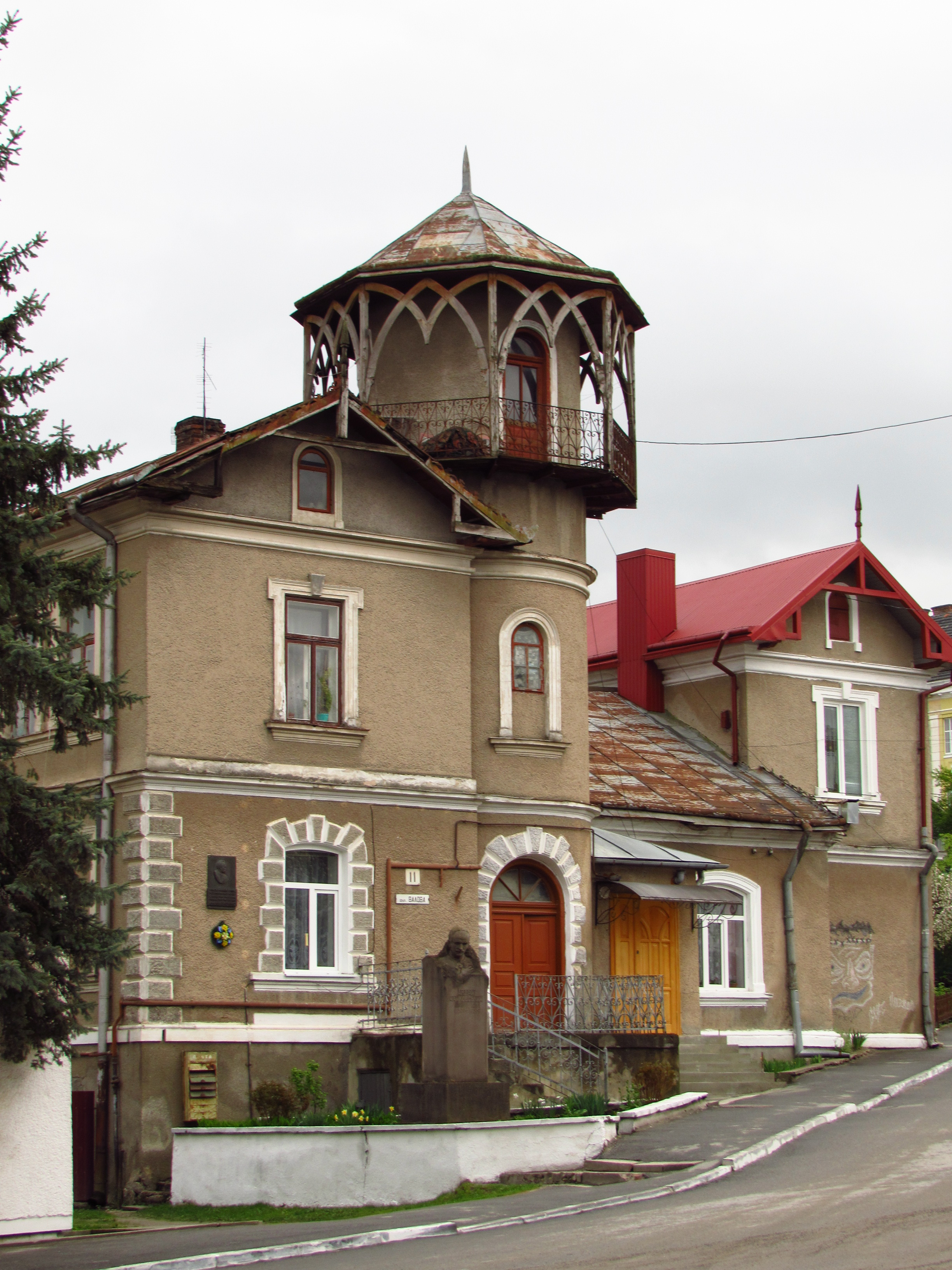
Вілла в Бережанах, де мешкав Андрій Чайковський.

1884 року А. Чайковський склав суддівський іспит і впродовж 1884—1886 років практикував у Самборі після чого переїхав у Бережани Тернопільської області, де в 1890 році відкрив власну адвокатську канцелярію. Ніхто інший так активно, як Андрій Чайковський, не популяризує серед москвофілів ідеї народовецького просвітянського руху, доказуючи власним прикладом, що рідною мовою треба вести справи в судах та установах.

### Арешт
У 1914 році Чайковський повернувся до Самбора. Навіть у мирний час не все гаразд творилося зі свободою людини на теренах Галичини, але інші порядки настали в період Першої світової війни, яку принесли на своїх багнетах російські вояки — переслідування й поголовні арешти під час окупації росіянами рідного міста Андрія Чайковського Самбора, як і Східної Галичини загалом. Там, за доносом єдиновірних співмешканців, які з ідеологічних міркувань симпатизували завойовникам, на заповзятливому українофілові замкнули наручники та й припровадили до сумновідомої львівської в'язниці «Бригідки». Як заручника його протримали понад два тижні, і не знайшовши компромату, випустили під протекцію Володимира Дудикевича.

### Комісар ЗУНР
Спалах надії на власну державність, ознаменував рік 1918-й, коли 1 листопада етнічні мешканці Західної України перебрали владу у свої руки. Ще до того, як його мали офіційно обрати на керівництво Самбірським повітом, люди вже цілком довіряли йому. Довкола нього згуртувалися всі верстви населення. У 1918—1919 роках Чайковський став повітовим комісаром Самбірського повіту, і принципово працював на засадах гуманності та справедливості.
Та основна біда закрадалася в близькості фронту, провокаціях, та найголовніше фаховій некомпетентності владних горе-патріотів. Відголосом подій тієї доби є просякнуті його болем, істинно «Чорні рядки» (1930), де на тлі страшної зневіри лідерів, постає свята жертовність простих стрільців.

### Прихисток у Коломиї
У середині травня 1919 року Коломия була «під румунським постолом». Янголом-охоронцем родини Чайковських став недавній старшина УСС і зять Володимир Бемко.
Родина Чайковських в історії Коломиї залишила помітний слід. Зокрема, дружина Андрія Чайковського Наталія очолювала товариство «Союз Українок». Дочка письменника Марія Ставнича редагувала часописи «Жіноча доля», «Світ молоді», «Жіноча воля». Журнал «Жіноча доля» видавався під редакцією екс-сенаторки Кисілевської Олени з якою приятелювали Чайковські. У 1926—1927 роках очолював осередок «Рідної школи».

### 40-літній ювілей
21 грудня 1928 року у Львові відбулись урочистості з нагоди святкування 40-літньої громадсько-політичної й літературної діяльності Андрія Чайковського, а 2 березня наступного року естафету Львова перейняла Коломия.

### Останній ювілей
На 21 вересня 1934-го припала золота дата вінчання, адже пів-віку тому доля правника-початківця Андрія Чайковського звела з вчителькою Наталею Гладилович. Однак осінні краєвиди за вікном навіювали депресію, пов'язану з прогресуючою, невиліковною хворобою письменника…

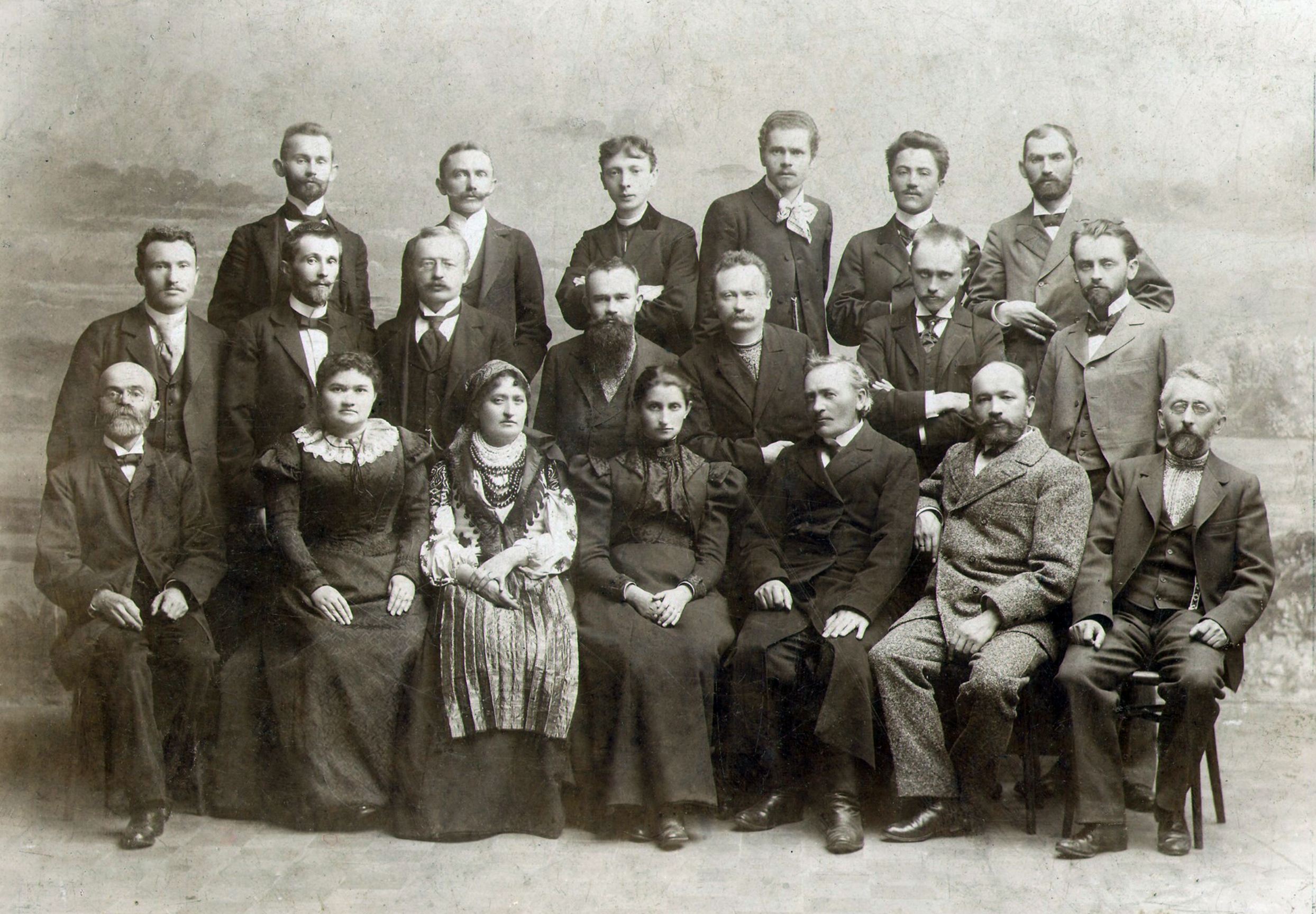
Учасники з'їзду українських письменників у Львові з нагоди 100-річчя виходу у світ «Енеїди» Котляревського, 1898 р.: Сидять у першому ряду: Михайло Павлик, Євгенія Ярошинська, Наталія Кобринська, Ольга Кобилянська, Сильвестр Лепкий, Андрій Чайковський, Кость Паньківський. Стоять у другому ряду: Іван Копач, Володимир Гнатюк, Осип Маковей, Михайло Грушевський, Іван Франко, Олександр Колесса, Богдан Лепкий. Стоять у третьому ряду: Іван Петрушевич, Філарет Колесса, Йосип Кишакевич, Іван Труш, Денис Лукіянович, Микола Івасюк.

− Якби я видужав, казав своїй дружині, і міг би працювати, я написав би ще одну повість, але вона була б зовсім інша, як усі попередні.
Погіршувалось здоров'я, і нічим не міг зарадити помираючому Чайковському лікар Володимир Ганківський. А на Різдво, взагалі розплакався, як дитя, бо життєлюбом був, який враз гостро передчував свій близький кінець. Перед Великодними святами Чайковський забажав висповідатися. Святі Таїнства приймав лежачи, бо не міг уже сидіти, проте і з цього сумного епізоду не оминув покепкувати, сказавши: «Тепер маю уже паспорт на другий світ».
2 червня 1935 року, о 9-й годині «душа його покинула знеможене тіло», так написало Варшавське видання «Наша культура».
Небаченої досі людності «…з усієї галицької волости» зібралося тоді під стінами Народного дому, балкони якого завішані чорною матерією. Жалобна процесія з тринадцятьма священиками, рушила на старий цвинтар «Монастирок» поблизу церкви Благовіщення. Це були справді «княжі похорони», як написали згодом учасники тих подій..

## Творчий шлях
Друкуватися почав з 1892 року. Образи життя знайшли відтворення в його спогадах «Спомини зперед десяти літ» (1892) та «Чорні рядки», виданих у збірнику оповідань «Із судової зали», «Образ гонору» (1895), «Хто винен?», «Краще смерть, ніж неволя», «Не для всіх весна зеленіє» (1920) і повістях «Олюнька», «В чужім гнізді», «Бразілійський гаразд» (1896), «Малолітній» (1919) та інші.
На пробудження національної свідомості й виховання молоді мала значний вплив проза Чайковського в романтичному стилі про Козаччину: «За сестрою» (1907), «Віддячився» (1913), «Козацька помста» (1919), «На уходах» (1921), «Олексій Корнієнко» (1924), «До слави» (1929), «Полковник Михайло Кричевський» (1935), «Перед зривом» (1937) та інші. У цих творах Чайковський ідеалізував Запоріжжя і звинувачував Москву за кривди, завдані Україні.

## Пам'ять

Пам'ятник Андрію Чайковському в Самборі

13 липня 1988 року вперше відкрито вшанували роковини А. Чайковського у Коломиї. Наступного року, з дозволу міськради відбулися вечори пам'яті, а в музеї було розгорнуто виставку меморіальних речей А. Чайковського, які чекали свого часу у фондах.
1 червня 1991 року в с. Гордині освячено пам'ятний знак.
24 серпня 1994 року в м. Самборі відкрито пам'ятник Андрієві Чайковському.
У 1996 році у Бережанах біля будинку, у якому мешкав Андрій Чайковський, встановлено пам'ятник.
Почесний громадянин Бережан (1997)
15 травня 2017 року на державному рівні в Україні відзначалась пам'ятна дата — 160 років з дня народження Андрія Чайковського (1857—1935), письменника, юриста, громадського і політичного діяча.
Вулиця Андрія Чайковського є у містах Дрогобич, Коломия, Самбір, Тернопіль.

## Творча спадщина
- Спомини зперед десяти літ (1892)

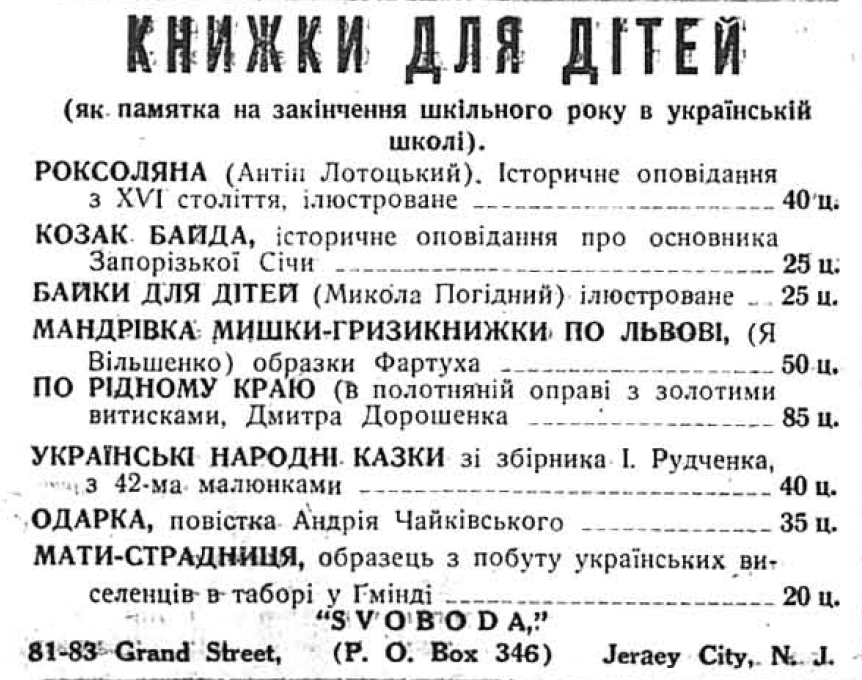
Реклама книжок для дітей, українська щоденна газета «Свобода» (США). — 1937 № 210 (10 вер.)

- Оповідання зі збірки: «Ні разу не вдарив», «Краще смерть, чим неволя», «Хто винен?», «За віхоть сіна», «Жаль ваги не має» (збірки «Оповідання» (1904 та 1920 роки)
- За сестрою (1907)
- Алкогольні образки (1910)
- Віддячився [Архівовано 22 серпня 2016 у Wayback Machine.] (1913)  — оповідання з козацької давнини для української молоді
- Петро Конашевич-Сагайдачний (1917)
- З ласки родини (1918):
  - Частина 1.
  - Частина 2.
  - Частина 3.
- Козацька помста (1919)
- Олюнька [Архівовано 21 серпня 2016 у Wayback Machine.] (1920)
- На уходах (1921)
- Олексій Корнієнко (1924)
- Роман «Сагайдачний» [Архівовано 22 серпня 2016 у Wayback Machine.] — книга перша «Побратими» (1924); книга друга «До слави», частина 1 (1929); книга третя «До слави», частина 2 (1929)
- Перед зривом [Архівовано 4 березня 2016 у Wayback Machine.]  — повість про життя гетьмана Богдана Хмельницького.
- Полковник Михайло Кричевський [Архівовано 4 березня 2016 у Wayback Machine.] (1937) — трагічна історія польського шляхтича, який став на бік українців у їх боротьбі за волю.
- Три казки діда Охріма (1927)
- Автократ (1929)
- Четверта заповідь (1930)
- Сонце заходить (1930)
- За чужі гріхи (1931)
- За чужі гроші (1932)
- Чар-зілля (1932)
- Одарка
- Чорні рядки [Архівовано 4 березня 2016 у Wayback Machine.] (Мої спомини за час від 1 листопада 1918 р. до 13 травня 1919 р.)
- Не піддавайся біді [Архівовано 4 березня 2016 у Wayback Machine.] (б.р.)
- Сирітка [Архівовано 4 березня 2016 у Wayback Machine.]

## Есперантист
Знавець мови есперанто. У часописі українських есперантистів «Зоря України» («Ukraina Stelo», 1922, 2 (19), Коломия) опубліковане оповідання «Malagrabla renkonto» («Неприємна зустріч») з приміткою у підзагаловку «Переклав на есперанто сам автор». Український оригінал не зберігся. У 2023 році Петро Паливода здійснив зворотний переклад оповідання з есперанто на українську мову, який було опубліковано в книзі Богдана Волошинського «І зійшла над Прутом українська зоря есперанто», присвяченій 110-й річниці виходу в світ часопису «Ukraina Stelo».

## Сім'я Чайковського
Подружжя Чайковських прожило разом пів-століття та мало трьох синів та три доньки. 
- Гладилович Наталія Юліанівна (26 серпня 1861, Береги — 17 листопада 1938, Коломия) — з 21 вересня 1884 дружина.
- Чайковський Микола Андрійович (2 січня 1887, Бережани — 7 жовтня 1970, Львів) — син. Професор математики.
  - Туна Наталія Григорівна (1890, — 1987, Львів) — невістка, дружина сина Миколи. Вчитель німецької мови.
- Чайковський Богдан Андрійович (29 лютого 1888, Бережани — 26 червня 1941, Львів) — син. Адвокат, етнограф. Закатований комуністами у Бригідках.
  - Пасіка Юлія Якинтіївна (15 лютого 1891, Мала Лука — 19 березня 1950, Чита) — невістка, дружина сина Богдана.
- Чайковська Галина Андріївна (19 вересня 1892, Бережани — 6 січня 1979, Флорида) — донька.
  - Бемко Володимир (16 вересня 1889, Козова — невідомо) — зять, чоловік доньки Галини. Старшина УСС.
- Чайковська Олена Андріївна (4 січня 1893, Бережани — 1927, Коломия) — донька. Померла при пологах.
  - Станімір Осип (1890, Ладичин — 1971, Торонто) — зять, чоловік Олени. Сотник УГА.
- Чайковський Андрій Андрійович (14 жовтня 1895, Бережани — 9 червня 1978, Коломия) — син. Бібліотекар, член КПЗУ.
  - Глібовицька Ярослава Теофілівна (26 листопада 1904, Тростянець — 15 травня 1994) — невістка, дружина сина Андрія. Учителька.
- Чайковська Наталія Андріївна (6 серпня 1898, Бережани — 18 лютого 1938, Коломия) — донька.
  - Трач Іван Іванович (невідомо — 1944, Коломия) — зять, чоловік доньки Наталії. Інженер-механік. Брат Володимира Блавацького.